# 2010 GW64
2010 GW64, também escrito como 2010 GW64, é um corpo celeste que é classificado como um damocloide. O mesmo possui uma magnitude absoluta de 20 e tem um diâmetro com cerca de 6 km.

## Descoberta
2010 GW64 foi descoberto no dia 6 de abril de 2010, pelo telescópio espacial da NASA Wide-field Infrared Survey Explorer (WISE).

## Órbita
A órbita de 2010 GW64 tem uma excentricidade de 0,941 e possui um semieixo maior de 62,815 UA. O seu periélio leva o mesmo a uma distância de 3,719 UA em relação ao Sol e seu afélio a 121,911 UA.